# Festival Internacional de Cine de Venecia de 2009
La 66.ª edición de la Mostra de Venecia (Italia), tuvo lugar entre los días 2 y 12 de septiembre de 2009.  El festival fue inaugurado con el filme Baarìa - La porta del vento, de Giuseppe Tornatore. El jurado de la competición internacional fue presidido por Ang Lee, y el León de Oro fue para la película Líbano.
El festival fue clausurado el 12 de septiembre en una gala presentada por Maria Grazia Cucinotta.

## Jurado
Las siguientes personas fueron seleccionadas para formar parte del jurado de esta edición:
Competición oficial
- Ang Lee, director taiwanés (presidente)
- Serguéi Bodrov, director y guionista ruso
- Sandrine Bonnaire, actriz y directora francesa
- Liliana Cavani, directora italiana
- Joe Dante, director y productor estadounidense
- Anurag Kashyap, director y actor hindú
- Luciano Ligabue, director y escritor italiano

Orizzonti / Horizontes
- Pere Portabella, político y director español (presidente)
- Bady Minck, artista y cineasta luxemburgués
- Gina Kim, directora surcoreana
- Garin Nugroho, director tailandés
- Gianfranco Rosi, directo italiano

Premio Luigi De Laurentiis
- Haile Gerima, director etíope (presidente)
- Ramin Bahrani, director estadounidense
- Gianni De Gregorio, director y actor italiano
- Antoine Fuqua, director estadounidense
- Sam Taylor-Wood, fotógrafo y cineasta estadounidense

Corto-Cortissimo
- Stuart Gordon, director y dramaturgo estadounidense (presidente)
- Steve Ricci, guionista y cinematógrafo italiano
- Alieva Sitora, director artístico del Festival Internacional de Kinotav

Controcampo Italiano
- Carlo Lizzani, director italiano (Presidente)
- Giulio Questi, director italiano
- Marina Sanna, editor jefe de revista de cine italiano

## Selección oficial

### En Competición
Las películas siguientes compitieron para el premio:
| Título en español                 | Título original                          | Director(s)          | País                                                   |
| --------------------------------- | ---------------------------------------- | -------------------- | ------------------------------------------------------ |
| Accidente                         | Yi ngoi                                  | Cheang Pou-soi       | Hong Kong                                              |
| El último verano                  | 36 vues du pic Saint-Loup                | Jacques Rivette      | Francia, Italia                                        |
| Baarìa                            | Baarìa                                   | Giuseppe Tornatore   | Italia, Francia                                        |
| Teniente corrupto                 | Bad Lieutenant: Port of Call New Orleans | Werner Herzog        | EE. UU.                                                |
| Between Two Worlds                | Ahasin Wetei                             | Vimukthi Jayasundara | Sri Lanka                                              |
| Il grande sogno                   | Il grande sogno                          | Michele Placido      | Italia, Francia                                        |
| Capitalismo: Una historia de amor | Capitalism: A Love Story                 | Michael Moore        | EE. UU.                                                |
| La doppia ora                     | La doppia ora                            | Giuseppe Capotondi   | Italia                                                 |
| Grandmother                       | Lola                                     | Brillante Mendoza    | Francia, Filipinas                                     |
| Lebanon                           | Lebanon                                  | Samuel Maoz          | Israel, Francia, Alemania, Reino Unido                 |
| Life During Wartime               | Life During Wartime                      | Todd Solondz         | EE. UU.                                                |
| Lourdes                           | Lourdes                                  | Jessica Hausner      | Austria                                                |
| Las vidas posibles de Mr. Nobody  | Mr. Nobody                               | Jaco van Dormael     | Bélgica, Canadá, Francia, Alemania                     |
| My Son, My Son, What Have Ye Done | My Son, My Son, What Have Ye Done        | Werner Herzog        | EE. UU.                                                |
| Persécution                       | Persécution                              | Patrice Chéreau      | Francia                                                |
| Prince of Tears                   | Lei wangzi                               | Yonfan               | Taiwán                                                 |
| The Road                          | The Road                                 | John Hillcoat        | EE. UU.                                                |
| Un hombre soltero                 | A Single Man                             | Tom Ford             | EE. UU.                                                |
| Soul Kitchen                      | Soul Kitchen                             | Fatih Akın           | Alemania, Turquía                                      |
| La resistencia de los muertos     | Survival of the Dead                     | George A. Romero     | EE. UU.                                                |
| Tetsuo: The Bullet Man            | Tetsuo Project                           | Shinya Tsukamoto     | Japón                                                  |
| El viajero                        | Al-Musafir                               | Ahmad Maher          | Egipto, Italia                                         |
| Una mujer en África               | White Material                           | Claire Denis         | Francia, Camerún                                       |
| Lo spazio bianco                  | Lo spazio bianco                         | Francesca Comencini  | Italia                                                 |
| Women Without Men                 | Zanan-e bedun-e mardan                   | Shirin Neshat        | Alemania, Austria, Francia, Italia, Ucrania, Marruecos |

### Fuera de competición
Las películas siguientes fueron seleccionadas para ser exhibidas fuera de competición:
| Título en español                              | Título original                               | Director(s)                  | País                    |
| ---------------------------------------------- | --------------------------------------------- | ---------------------------- | ----------------------- |
| Los amos de Brooklyn                           | Brooklyn's Finest                             | Antoine Fuqua                | EE. UU.                 |
| Chengdu, I Love You                            | Chengdu, wo ai ni                             | Fruit Chan & Cui Jian        | China                   |
| Delhi-6                                        | Delhi-6                                       | Rakeysh Omprakash Mehra      | India                   |
| Dev.D                                          | Dev.D                                         | Anurag Kashyap               | India                   |
| Great Directors (documental)                   | Great Directors (documental)                  | Angela Ismailos              | EE. UU.                 |
| Green Days                                     | Ruzhaye Sabz                                  | Hana Makhmalbaf              | Irán                    |
| Gulaal ( गुलाल )                                 | Gulaal ( गुलाल )                                | Anurag Kashyap               | India                   |
| The Hole 3D                                    | The Hole 3D                                   | Joe Dante                    | EE. UU.                 |
| ¡El soplón!                                    | The Informant!                                | Steven Soderbergh            | EE. UU.                 |
| Los hombres que miraban fijamente a las cabras | The Men Who Stare at Goats                    | Grant Heslov                 | EE. UU.                 |
| Napoli, Napoli, Napoli (documental)            | Napoli, Napoli, Napoli (documental)           | Abel Ferrara                 | Italia                  |
| L'oro di Cuba (documental)                     | L'oro di Cuba (documental)                    | Giuliano Montaldo            | Italia                  |
| Rambo (Director's Cut)                         | Rambo (Director's Cut)                        | Sylvester Stallone           | EE. UU.                 |
| REC 2                                          | REC 2                                         | Jaume Balagueró & Paco Plaza | España                  |
| Le ombre rosse                                 | Le ombre rosse                                | Francesco Maselli            | Italia                  |
| Prove per una tragedia siciliana (documental)  | Prove per una tragedia siciliana (documental) | Roman Paska & John Turturro  | Italia                  |
| Mujeres de El Cairo                            | Ehki ya shahrazade                            | Yousry Nasrallah             | Egipto                  |
| Al sur de la frontera                          | South of the Border                           | Oliver Stone                 | EE. UU.                 |
| Valhalla Rising                                | Valhalla Rising                               | Nicolas Winding Refn         | Denmark, United Kingdom |
| Yona Yona Penguin                              | Yonayona pengin                               | Rintaro                      | Japón, Francia          |

## Corto Cortissimo
Los siguientes cortometrajes fueron exhibidas en la sección de Corto Cortissimo:
| Título                  | Director           | País                 |
| ----------------------- | ------------------ | -------------------- |
| Felicità                | Salome Aleksi      | Georgia              |
| Kinematograf            | Tomek Baginski     | Polonia              |
| So Che C'è Un Uomo      | Gianclaudio Cappai | Italia               |
| To je zemljia, brat moj | Jan Cvitkovič      | Eslovenia, Italia    |
| Alle Fugler             | Sara Eliassen      | Noruega              |
| O Teu Sorriso           | Pedro Freire       | Brasil               |
| Il Gioco                | Adriano Giannini   | Italia               |
| Object #1               | Murad Ibragimbekov | Rusia                |
| Girllikeme              | Rowland Jobson     | Reino Unido          |
| Eersgeborene            | Etienne Kallos     | Sudáfrica, EE. UU.   |
| Umma-E Huga             | Kwang-Bok Kim      | Corea del Sur        |
| Storage                 | David Lea          | Reino Unido          |
| Nuvole, Mani            | Simone Massi       | Francia              |
| Sinner                  | Meni Philip        | Israel               |
| Family Jewels           | Martin Stitt       | EE. UU., Reino Unido |
| Er Ren                  | Shijie Tan         | Singapur             |
| Jitensha                | Dean Yamada        | Japón, EE. UU.       |
| Kingyo                  | Edmund Yeo         | Japón, Malasia       |

Fuera de competición
| Título              | Director                                 | País                |
| ------------------- | ---------------------------------------- | ------------------- |
| Plastic Bag         | Ramin Bahrani                            | EE. UU.             |
| The It.Aliens       | Clemens Klopfenstein, Lukas Klopfenstein | Italia, Suiza       |
| Recordare           | Leonardo Carrano, Alessandro Pierattini  | Italia              |
| La città nel cielo  | Giacomo Cimini                           | Reino Unido, Italia |
| La seconda famiglia | Alberto Dall'Ara                         | Italia              |
| Earth               | Tzu Nyen Ho                              | Singapur            |
| Radio               | Riccardo Pugliese                        | EE. UU., Italia     |
| Uerra               | Paolo Sassanelli                         | Italia              |
| A la lune montante  | Annarita Zambrano                        | Francia             |

## Horizontes (Orizzonti)
Las películas siguientes fueron seleccionadas para la sección Horizontes (Orizzonti):
Largometrajes
| Título español                                                      | Título original                           | Director(s)                                                                           | País de producción     |
| ------------------------------------------------------------------- | ----------------------------------------- | ------------------------------------------------------------------------------------- | ---------------------- |
| 1428 (documental)                                                   | 1428 (documental)                         | Haibin Du                                                                             | China                  |
| Adrift                                                              | Choi voi                                  | Bui Thac Chuyen                                                                       | Vietnam                |
| Tris di donne & abiti nuziali                                       | Tris di donne & abiti nuziali             | Vincenzo Terracciano                                                                  | Italia                 |
| Canción de cuna                                                     | Dowaha                                    | Raja Amari                                                                            | Túnez                  |
| Engkwentro                                                          | Engkwentro                                | Pepe Diokno                                                                           | Filipinas              |
| The Color of Words (documentary)                                    | Il colore delle parole                    | Marco Simon Puccioni                                                                  | Italy                  |
| Cow                                                                 | Dou niu                                   | Guan Hu                                                                               | China                  |
| Crush (5 segments)                                                  | Korotkoe zamykanie                        | Petr Buslov, Alexei German Jr., Boris Khlebnikov, Kirill Serebrennikov, Ivan Vrypayev | Rusia                  |
| Francesca (Opening film)                                            | Francesca (Opening film)                  | Bobby Paunescu                                                                        | Rumanía                |
| Yo soy el amor                                                      | Io sono l'amore                           | Luca Guadagnino                                                                       | Italia                 |
| Viajo porque preciso, volto porque te amo                           | Viajo porque preciso, volto porque te amo | Marcelo Gomes, Karim Aïnouz                                                           | Brasil                 |
| Judge                                                               | Touxi                                     | Jie Liu                                                                               | China                  |
| The Man's Woman and Other Stories                                   | Aadmi ki Aurat Aur Anya Kahaniya          | Amit Dutta                                                                            | India                  |
| The Movie Orgy - Ultimate Version                                   | The Movie Orgy - Ultimate Version         | Joe Dante                                                                             | EE. UU.                |
| Había una vez un proletario: 12 historias de un pueblo (documental) | Women ceng jing de wuchanzhe              | Xiaolu Guo                                                                            | China                  |
| The One All Alone (documentary)                                     | The One All Alone (documentary)           | Frank Scheffer                                                                        | Países Bajos           |
| One-Zero                                                            | Wahed-Sefr                                | Kamla Abou Zekry                                                                      | Egipto                 |
| Paraíso                                                             | Paraíso                                   | Héctor Gálvez                                                                         | Perú                   |
| Pepperminta                                                         | Pepperminta                               | Pipilotti Rist                                                                        | Suiza                  |
| Repo Chick                                                          | Repo Chick                                | Alex Cox                                                                              | EE. UU.                |
| Insolação                                                           | Insolação                                 | Felipe Hirsch, Daniela Thomas                                                         | Brasil                 |
| Tender Parasites                                                    | Zarte Parasiten                           | Christian Becker, Oliver Schwabe                                                      | Alemania               |
| Totò (documental)                                                   | Totò (documental)                         | Peter Schreiner                                                                       | Austria                |
| Villalobos (documentary)                                            | Villalobos (documentary)                  | Romuald Karmakar                                                                      | Alemania               |
| Woman on Fire Looks for Water                                       | Woman on Fire Looks for Water             | Woo Ming Jin                                                                          | Malasia, Corea del Sur |

Eventos Horizontes
| Título original                                                 | Director(s)                   | País de producción     |
| --------------------------------------------------------------- | ----------------------------- | ---------------------- |
| Armando Testa - Povero ma moderno (documental)                  | Pappi Corsicato               | Italia                 |
| The Marriage (corto documental)                                 | Peter Greenaway               | Italia, España         |
| Reading Book of Blockade (Citaem Blokadnuju Knigu) (documental) | Alexander Sokurov             | Rusia                  |
| The Death of Pentheus (corto)                                   | Philip Haas                   | EE. UU.                |
| La Bohème (corto)                                               | Werner Herzog                 | Reino Unido            |
| Faces of Seoul (aka Seo-wool eui ul-gul) (documental)           | Gina Kim                      | EE. UU., Corea del Sur |
| Hugo en Afrique (documental)                                    | Stefano Knuchel               | Suiza                  |
| Via della croce (documental)                                    | Serena Nono                   | Italia                 |
| Mudanza (corto)                                                 | Pere Portabella               | España                 |
| Deserto rosa. Luigi Ghirri (documental)                         | Elisabetta Sgarbi             | Italia                 |
| La Danse (documental)                                           | Frederick Wiseman             | EE. UU.                |
| Cock-Crow (55 min)                                              | David Zamagni, Nadia Ranocchi | Italia                 |
| Daimon (49 min)                                                 | David Zamagni, Nadia Ranocchi | Italia                 |

### León de Oro a toda una trayectoria
Como parte del León de Oro a toda una trayectoria, que fue otyorgado a John Lasseter y los directores de Disney-Pixar, se exhibieron las siguientes películas de la productora:
- The Incredibles de Brad Bird
- Up de Pete Docter y Bob Peterson (guionista)
- Toy Story 3-D de John Lasseter
- Toy Story 2 3-D de John Lasseter, Lee Unkrich, Ash Brannon
- Finding Nemo de Andrew Stanton & Lee Unkrich

### These Phantoms 2
For this retrospective section on Italian cinema, 39 feature and 26 short films were screened, including documentaries. The films were mainly from the period 1946 - 1971, with a few only films going back to the 1930s and reaching up to 2009.
This is a list of the fiction feature films screened:
| Título es España                         | Título original                          | Director                                     | Año  |
| ---------------------------------------- | ---------------------------------------- | -------------------------------------------- | ---- |
| Accidenti alla guerra!...                | Accidenti alla guerra!...                | Giorgio Simonelli                            | 1948 |
| Break Up                                 | L'uomo dei cinque palloni                | Marco Ferreri                                | 1965 |
| Carmen di Trastevere                     | Carmen di Trastevere                     | Carmine Gallone                              | 1963 |
| Muerte de un amigo                       | Morte di un amico                        | Franco Rossi                                 | 1959 |
| I sogni muoiono all'alba                 | I sogni muoiono all'alba                 | Indro Montanelli, Enrico Gras, Mario Craveri | 1961 |
| Anni facili                              | Anni facili                              | Luigi Zampa                                  | 1953 |
| Un eroe del nostro tempo                 | Un eroe del nostro tempo                 | Sergio Capogna                               | 1960 |
| La Fiamma che non si spegne              | La Fiamma che non si spegne              | Vittorio Cottafavi                           | 1949 |
| Galileo                                  | Galileo                                  | Liliana Cavani                               | 1969 |
| Una muchacha en el escaparate            | La ragazza in vetrina                    | Luciano Emmer                                | 1961 |
| La gran guerra                           | La grande guerra                         | Mario Monicelli                              | 1959 |
| Casa Ricordi                             | Casa Ricordi                             | Carmine Gallone                              | 1954 |
| Rosy el huracán                          | Temporale Rosy                           | Mario Monicelli                              | 1979 |
| Gli Invisibili                           | Gli Invisibili                           | Pasquale Squitieri                           | 1988 |
| Uccidete il vitello grasso e arrostitelo | Uccidete il vitello grasso e arrostitelo | Salvatore Samperi                            | 1970 |
| Un amore a Roma                          | Un amore a Roma                          | Dino Risi                                    | 1960 |
| La calle del vicio                       | La viaccia                               | Mauro Bolognini                              | 1961 |
| Margherita fra i tre                     | Margherita fra i tre                     | Ivo Perilli                                  | 1942 |
| Horas desnudas                           | Le ore nude                              | Marco Vicario                                | 1964 |
| Nerosubianco                             | Nerosubianco                             | Tinto Brass                                  | 1968 |
| Noi cannibali                            | Noi cannibali                            | Antonio Leonviola                            | 1953 |
| Uno tra la folla                         | Uno tra la folla                         | Ennio Cerlesi, Piero Tellini                 | 1946 |
| Cenerentola e il Signor Bonaventura      | Cenerentola e il Signor Bonaventura      | Sergio Tofano                                | 1941 |
| Un lugar tranquilo en el campo           | Un tranquillo posto di campagna          | Elio Petri                                   | 1969 |
| The Reunion                              | La Rimpatriata                           | Damiano Damiani                              | 1963 |
| Mercado de mujeres                       | La nave delle donne maledette            | Raffaello Matarazzo                          | 1954 |
| Storie sulla sabbia                      | Storie sulla sabbia                      | Riccardo Fellini                             | 1963 |
| La mano del extranjero                   | La mano dello straniero                  | Mario Soldati                                | 1954 |
| Il tramontana                            | Il tramontana                            | Adriano Barbano                              | 1965 |
| Historias del año 1000                   | data-Tre nel mille                       | Franco Indovina                              | 1971 |
| I girovaghi                              | I girovaghi                              | Hugo Fregonese                               | 1956 |
| Donne senza nome                         | Donne senza nome                         | Géza von Radványi                            | 1950 |

## Secciones independientes

### Semana Internacional de la Crítica
Las películas siguientes fueron seleccionadas para la 24ª Semana Internacional de la Crítica del Festival de Cine de Venecia:
En competición
| Título en español          | Título original            | Director(s)       | País de producción                   |
| -------------------------- | -------------------------- | ----------------- | ------------------------------------ |
| Cafe Noir                  | Ka-pe-neu-wa-reu           | Jung Sung-il      | Corea del Sur                        |
| Secretos de matrimonio     | Det enda rationella        | Jörgen Bergmark   | Suecia                               |
| Domaine                    | Domaine                    | Patric Chiha      | Francia, Austria                     |
| Kakraki (en. Crawfishlike) | Kakraki (en. Crawfishlike) | Ilya Demichev     | Russia                               |
| Foxes (aka Little Foxes)   | Lištičky                   | Mira Fornay       | República Checa, Eslovaquia, Irlanda |
| Téhéran                    | Téhéran                    | Nader T. Homayoun | Francia, Irán                        |

Fuera de competición
| Título original      | Director(s)  | País de producción |
| -------------------- | ------------ | ------------------ |
| Metropia             | Tarik Saleh  | Suecia             |
| The Pothole (Chaleh) | Ali Karim    | Irán               |
| Videocracy           | Erik Gandini | Suecia             |

### Venice Days
Las películas siguientes fueron seleccionadas para la 7ª edición de la sección de Venice Days (Giornate degli Autori):
Selección oficial
| Título en español                       | Título original                          | Director(s)                    | País de producción                      |
| --------------------------------------- | ---------------------------------------- | ------------------------------ | --------------------------------------- |
| El simio                                | Apan                                     | Jesper Ganslandt               | Suecia                                  |
| Barking Water                           | Barking Water                            | Sterlin Harjo                  | EE. UU.                                 |
| Celda 211                               | Celda 211                                | Daniel Monzón                  | España, Francia                         |
| The Last Days of Emma Blank             | De laatste Dagen van Emma Blank          | Alex van Warmerdam             | Países Bajos                            |
| Flor del desierto                       | Desert Flower                            | Sherry Hormann                 | Reino Unido, Alemania, Austria, Francia |
| Di me cosa ne sai                       | Di me cosa ne sai                        | Valerio Jalongo                | Italia                                  |
| Francia                                 | Francia                                  | Israel Adrián Caetano          | Argentina                               |
| Gordos                                  | Gordos                                   | Daniel Sánchez Arévalo         | España                                  |
| Harragas                                | Harragas                                 | Merzak Allouache               | Argelia, Francia                        |
| Honeymoons                              | Honeymoons                               | Goran Paskaljevic              | Serbia, Albania                         |
| I'm Glad My Mother Is Alive             | Je suis heureux que ma mere soit vivante | Claude Miller, Nathan Miller   | France                                  |
| El amor basta                           | L’amore e basta                          | Stefano Consiglio              | Italy                                   |
| La horda                                | La horde                                 | Yannick Dahan, Benjamin Rocher | France                                  |
| La sangre y la lluvia                   | La sangre y la lluvia                    | Jorge Navas                    | Colombia, Argentina                     |
| Mille giorni di Vito (corto)            | Mille giorni di Vito (corto)             | Elisabetta Pandimiglio         | Italy                                   |
| Poesia che mi guardi                    | Poesia che mi guardi                     | Marina Spada                   | Italy                                   |
| Mientras uno aguante los otros seguirán | Qu’un seul tienne et les autres suivront | Léa Fehner                     | France                                  |

Fuera de competición
| Ocasión                        | Título original                     | Director(s)                  | País de producción |
| ------------------------------ | ----------------------------------- | ---------------------------- | ------------------ |
| Films on Reality               | Ragazze la vita trema (documentary) | Paola Sangiovanni            | Italia             |
| Special Event w/ Critics' Week | Videocracy                          | Erik Gandini                 | Suecia             |
| Special Event 100 + 1          | The Swindlers (I magliari) (1959)   | Francesco Rosi               | Italia, Francia    |
| Special Event 100 + 1          | Vittorio D. (documentary)           | Mario Canale, Annarosa Morri | Italia             |
| Tribute to Signe Baumane       | Teat Beat of Sex (1 min. animation) | Signe Baumane                | EE. UU.            |

## Premios
Sección oficial
Las siguientes películas fueron premiadas en el festival:
- León de Oro a la mejor película: Líbano de Samuel Maoz
- León de Plata a la mejor dirección: Shirin Neshat por Women Without Men
- Premio especial del Jurado: Soul Kitchen de Fatih Akın.
- Coppa Volpi al mejor actor: Colin Firth por Un hombre soltero
- Coppa Volpi a la mejor actriz: Ksenia Rappoport por La doppia ora
- Premio Marcello Mastroianni al mejor actor o actriz revelación: Jasmine Trinca en Il grande sogno
- Premio Osella a los mejores efectos especiales: Sylvie Olivé por Mr. Nobody
- Premio Osella al mejor guion: Todd Solondz por Life During Wartime
- Premio "Luigi de Laurentis" para la mejor ópera prima: Engkwentro de Pepe Diokno
- Premio Controcampo (mejor largometraje italiano): Cosmonaut de Susanna Nicchiarelli

Horizontes - 'Premio Orizonti' 
- Premio Orizzonti: Engkwentro de Pepe Diokno
- Premio Orizzonti a la mejor película documental: 1428 de Haibin Du.
- Mención Especial: The Man's Woman and Other Stories de Amit Dutta

León del Futuro
- Premio Luigi De Laurentiis al mejor debut: Engkwentro de Pepe Diokno

Corto Cortissimo
- Mejor cortometraje: Firstborn (Eersgeborene) by Etienne Kallos
- Premio al mejor film europeo: Sinner de Meni Philip

Mención especial: Felicità de Salomé Aleksi
Controcampo Italiano
- Mejor película: Cosmonauta de Susanna Nicchiarelli

Mención especial: Negli occhi de Francesco Del Grosso y Daniele Anzellotti
Premios especiales
- León de Oro a toda una trayectoria: John Lasseter y los directores de Disney-Pixar
- Premio Jaeger-Le Coultre: Sylvester Stallone
- Premio Persol 3-D Award al mejor film estereoscópico: The Hole 3D de Joe Dante (Fuera de competición)

### Secciones independientes
Las siguientes películas fueron premiadas en las secciones independientes:
Semana Internacional de la Crítica
- "Premio Region of Veneto: Tehroun de Takmil Homayoun Nader
- Premio al mejor uso digital: Metropia de Tarik Saleh y mención especial a Up de Pete Docter

Venice Days (Giornati degli Autori)
- Premio Label Europa Cinemas: The Last Days of Emma Blank de Alex van Warmerdam

Premio FEDIC- Mención especial: Di me cosa ne sai de Valerio Jalongo

### Otros premios
Las siguientes películas fueron premiadas en otros premios de la edición:
- Premio FIPRESCI (ex-aequo):[26]
  - Mejor película (Sección oficial): Lourdes de Jessica Hausner
  - Mejor película (Horizons): Adrift (Choi voi) de Bui Thac Chuyen
- Premio SIGNIS: Lourdes de Jessica Hausner

Mención especial: Líbano de Samuel Maoz
- Premio Francesco Pasinetti (SNGCI): 
  - Mejor película: Lo spazio bianco de Francesca Comencini
  - Mejor Director: Giuseppe Tornatore por Baarìa
  - Mejor actor: Filippo Timi por La doppia ora
  - Mejor actriz: Margherita Buy por Lo spazio bianco

Mención especial: Riccardo Scamarcio por Il grande sogno
Mención especial: Armando Testa – Povero ma moderno de Pappi Corsicato (Horizons)
- Premio Leoncino d'oro Agiscuola: Capitalismo: Una historia de amor de Michael Moore
- Premio La Navicella – Venezia Cinema: Lourdes de Jessica Hausner
- Premio C.I.C.T. UNESCO Enrico Fulchignoni: El viajero de Ahmad Maher
- UNICEF Award: Women Without Men by Shirin Neshat[27]
- Premio Especial Christopher D. Smithers Foundation: Bad Lieutenant: Port of Call New Orleans de Werner Herzog
- Premio Biografilm Lancia:
  - Mejor película de ficción: Mr. Nobody de Jaco Van Dormael
  - Mejor documental: Negli occhi de Francesco Del Grosso & Daniele Anzellotti (Cortocampo Italiano)
- Queer Lion: Un hombre soltero de Tom Ford
- Premio Brian de la UAAR: Lourdes de Jessica Hausner
- Premio Lanterna Magica (Cgs): Cosmonauta de Susanna Nicchiarelli (Cortocampo Italiano)
- Premio FEDIC: Lo spazio bianco de Francesca Comencini
- Premio Arca Cinemagiovani:
  - Mejor película Venezia 66: Soul Kitchen de Fatih Akin
  - Mejor película italiana: La doppia ora de Giuseppe Capotondi
- Premio Lina Mangiacapre: Scheherazade, Tell Me a Story (Ehky ya Schahrazad) de Yousry Nasrallah (Fuera de competición)
- Premio Air For Film Fest: Lo spazio bianco de Francesca Comencini
- Premio Open 2009: Capitalismo: Una historia de amor de Michael Moore
- Premio Gianni Astrei: Lo spazio bianco de Francesca Comencini